# Carettochelyidae
Carettochelyidae este o familie de broaște țestoase.